# Clifton, Cheshire
Clifton är en by i unparished area Runcorn, i kommunen Borough of Halton, i grevskapet Cheshire, i England. Byn är belägen 18 km från Chester. Clifton var en civil parish 1866–1936 när blev den en del av Runcorn och Sutton. Civil parish hade 178 invånare år 1931. Byn nämndes i Domedagsboken (Domesday Book) år 1086, och kallades då Clistune.